# 傅在源
傅在源，英文： Z. Y. Fu，（1919年—2011年8月25日），日本著名华人企业家，浙江宁波镇海人。

## 生平
傅筱庵之孙，傅品圭之子，出生于上海，毕业于圣约翰大学。后赴日本留学，毕业于早稻田大学。1952年，创立日本三晶实业株式会社，并出任社长。有“东京杂粮大王”之称。
1989年，傅在源在美国哥伦比亚大学设立“傅氏基金”奖学金，资助中国大陆优秀高中毕业生入读哥伦比亚大学。傅在源并在浙江大学、北京大学、清华大学、复旦大学和上海交通大学设立“傅在源大学生奖助学基金”。

## 哥大金主
傅在源除在1989年在美国哥伦比亚大学设立“傅氏基金”奖学金外，于1997年78高龄时一次性捐赠了高达2600万美金给哥伦比亚大学工程学院。而哥大工程学院因此改名作傅氏基金工程和应用科学学院，以纪念傅在源。
因傅在源行事低调，哥大人均称其为“神秘的中国商人”（“mysterious Chinese businessman”）。傅在源为哥大捐献如此巨资，其背后初衷也众说纷纭，因为傅在源既不是哥大毕业，也不是哥大校友。据传哥大工程学院中的某位教授与傅在源是老友，据信可能是生物工程学巨擘毛昭宪（Van C. Mow）。哥大原应用物理系和应用数学系荣休主任朱家琨是傅在源的妹夫。
2011年8月25日，傅在源于香港去世。

## 荣誉
- 2000年，获得中华人民共和国浙江省人民政府“爱乡楷模”荣誉称号。
- 1997年，美国哥伦比亚大学工程和应用科学学院以傅氏命名。